# Astragalus schmolliae
Astragalus schmolliae — вид квіткових рослин з родини бобових (Fabaceae). Ареал охоплює такі країни: США (Колорадо).

## Середовище
Це багаторічна трав'яниста рослина, яка росте на піщаних та гравійних рівнинах, терасах, меса-середовищах, серед ялівцю та сосни піньйон, на піщаникових лесових ґрунтах. Висоти: 2080–2130 метрів. Основною загрозою для виду є вторгнення бур'янів на вигорілі ділянки; Carduus nutans особливо інвазивний на вигорілих ділянках південної частини Національного парку Меса-Верде, і його спостерігали на територіях, зайнятих A. schmolliae; чистянка звичайна (Bromus tectorum) також вторгається на вигорілі ділянки, зайняті A. schmolliae. Посуха, випас худоби, комахи, інфраструктура та будівництво також становлять загрозу для цього виду.

## Морфологічна характеристика
Ця багаторічна трав'яниста рослина виростає 40–60 сантиметрів заввишки. Листя складається з лінійних листочків. У травні рослина цвіте кремовими або жовтуватими квітами. Плід — шкірястий біб.